# 呂斯巴赫河
47°05′45″N 7°18′38″E / 47.09570°N 7.31060°E

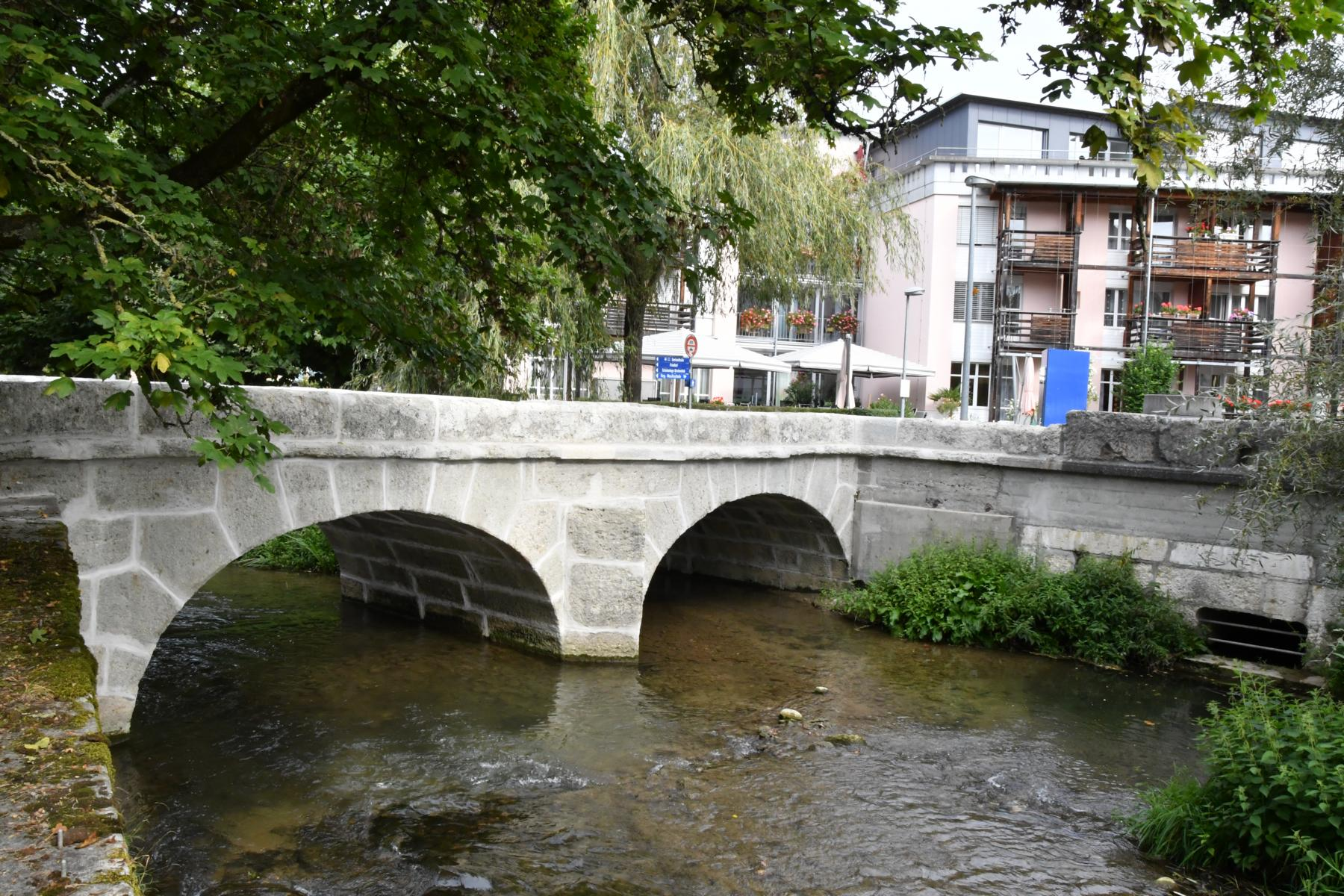

呂斯巴赫河是瑞士的河流，位於該國中西部，流經伯恩州，屬於舊阿爾河的右支流，河道全長15.9公里，流域面積56.4平方公里，發源自拉珀斯維爾，河口處在利斯。